# Lippeniederung V – Heitwinkel
Koordinaten: 51° 42′ 57″ N, 8° 32′ 49″ O

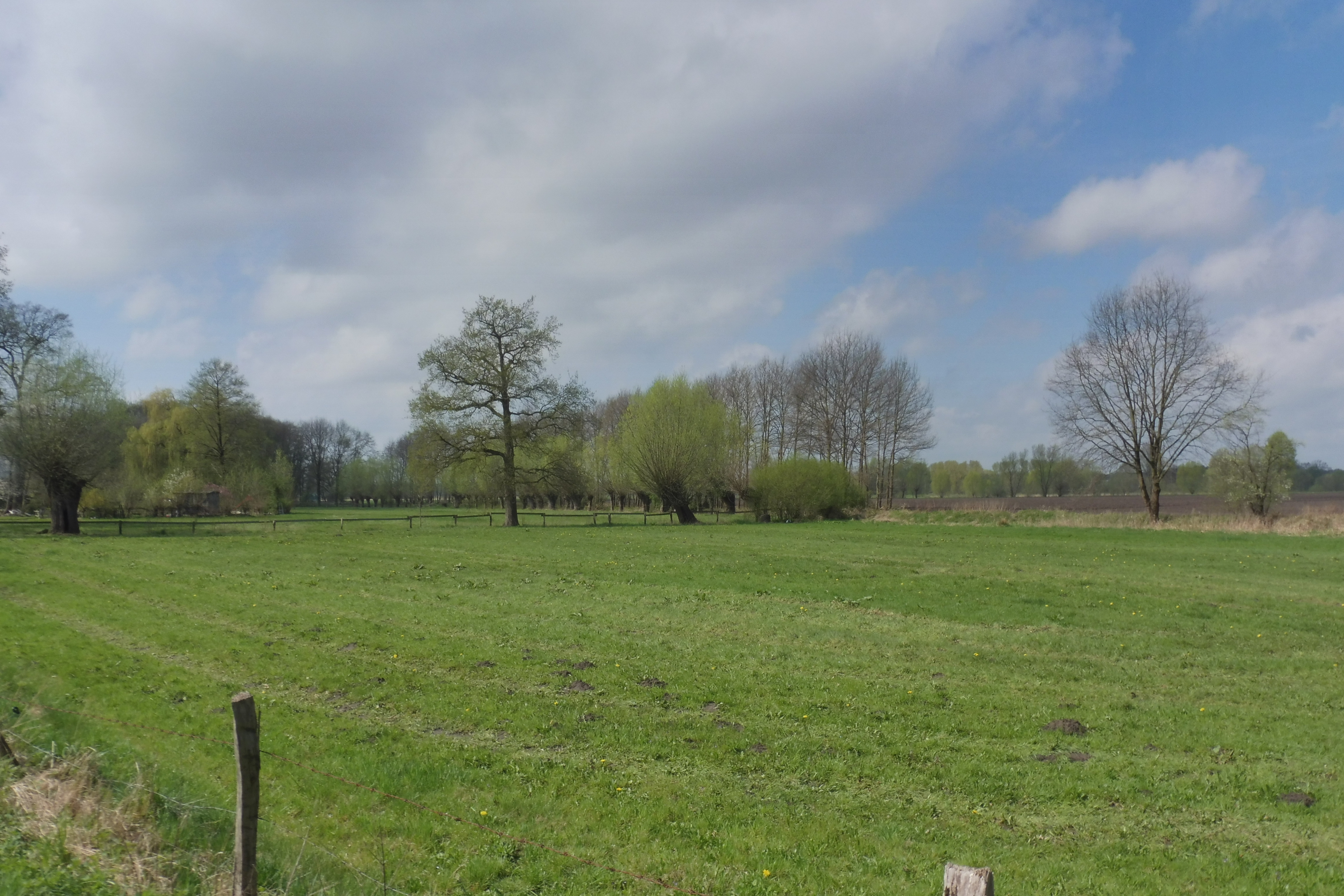
Naturschutzgebiet Lippeniederung V – Heitwinkel (April 2018)

Das Naturschutzgebiet Lippeniederung V – Heitwinkel liegt auf dem Gebiet der Städte Delbrück und Salzkotten im Kreis Paderborn in Nordrhein-Westfalen.
Das aus sieben Teilflächen bestehende Gebiet erstreckt sich südwestlich von Ringboke, einem Teil des Delbrücker Stadtteils Boke. Östlich des Gebietes verläuft die Landesstraße L 751, nordwestlich fließt die Lippe und verläuft die L 815.

## Bedeutung
Das etwa 70 ha große Gebiet wurde im Jahr 1992 unter der Schlüsselnummer PB-035 unter Naturschutz gestellt.